# Himantocladium submontanum
Himantocladium submontanum är en bladmossart som beskrevs av Johannes Enroth 1989. Himantocladium submontanum ingår i släktet Himantocladium och familjen Neckeraceae. Inga underarter finns listade i Catalogue of Life.